# Christoph Fuchs (Mediziner)
Christoph Fuchs (* 4. Februar 1945 in Wiedenbrück) ist ein deutscher Arzt (Physiologie, Nephrologie) und Medizinfunktionär.

## Leben und Wirken
Fuchs erhielt nach dem Studium der Medizin in Köln und Wien und seiner Zeit als Medizinalassistent 1970 die Approbation als Arzt. Im selben Jahr promovierte er zum Dr. med. Von 1971 bis 1984 war er an der Georg-August-Universität Göttingen, wo er 1975 die Venia legendi im Fach Physiologie erhielt, 1981 im Fach Innere Medizin. Seit 1980 ist er Facharzt für Innere Medizin und „Professor auf Lebenszeit“, seit 1982 Facharzt für Nephrologie. Fuchs veröffentlichte mehr als 100 wissenschaftliche Publikationen.
1984 wechselte Fuchs als Ministerialdirigent und Leiter der Gesundheitsabteilung in das Ministerium für Soziales, Gesundheit und Umwelt des Landes Rheinland-Pfalz. 1990 wurde er Hauptgeschäftsführer der Bundesärztekammer und des Deutschen Ärztetages; eine Stellung, die er bis zum Eintritt in den Ruhestand 2011 innehatte.
Von 1993 bis 2001 war Fuchs Mitglied des Europäischen Wirtschafts- und Sozialausschusses.
Fuchs ist Mitglied der Akademie der Wissenschaften und der Literatur. 2006 wurde er mit der Hartmann-Thieding-Medaille des Hartmannbundes ausgezeichnet. 2021 erhielt Christoph Fuchs mit der Paracelsus-Medaille die „höchste Auszeichnung der deutschen Ärzteschaft“. In der Laudatio heißt es, Fuchs habe sich „mit seiner herausragenden berufsständischen Arbeit und seinem Einsatz für die ärztliche Selbstverwaltung […] um das Gesundheitswesen, die deutsche Ärzteschaft und das Gemeinwohl in der Bundesrepublik Deutschland in ganz besonderer Weise verdient gemacht.“
Fuchs ist verheiratet und hat drei Kinder.